# Nguyễn Hữu Phước
Nguyễn Hữu Phước (sinh 1957) là đại biểu Quốc hội Việt Nam khóa 12, thuộc đoàn đại biểu Cà Mau.